# Pleurothallis sphaerantha
Pleurothallis sphaerantha är en orkidéart som beskrevs av Carlyle August Luer. Pleurothallis sphaerantha ingår i släktet Pleurothallis och familjen orkidéer.
Artens utbredningsområde är Ecuador. Inga underarter finns listade i Catalogue of Life.